# 1159
El 1159 (MCLIX) fou un any comú començat en dijous del calendari julià.

## Esdeveniments
- Expedició de Manuel I Comnè a Antioquia.[1]

## Necrològiques
- Adrià IV, papa de Roma.[2]